# District Alba (interbellum)
Het district Alba was een district van het koninkrijk Roemenië of Groot-Roemenië. De hoofdstad van het district was Alba Iulia.

## Ligging
Alba lag in het midden van het koninkrijk, in de regio Transsylvanië. Dit district lag ongeveer in het midden van het gebied dat nu district Alba is. Alba grensde in het westen aan Hunedoara, in het noorden aan Turda en in het oosten aan Târnava-Mică en Sibiu.

## Bestuurlijke indeling
Het district Alba was weer onderverdeeld in zeven bestuurlijke gebieden (plăși): Plasa Abrud, Plasa Aiud, Plasa Ighiu, Plasa Ocna Mureşului, Plasa Sebeş, Plasa Teiuş en Plasa Vinţul de Jos. Later werd Plasa Ighiu gesplitst: Plasa Alba Iulia en Plasa Zlatna.

## Bevolking
Volgens cijfers uit 1930 had het district in dat jaar 212.749 inwoners, waarvan 81,5% Roemenen, 11,3% Hongaren, 3,6% Duitsers, 1,8% Roma's en 1,4% Joden waren. Van deze mensen behoorde 50,1% tot de Roemeens-Orthodoxe Kerk, 31,6% tot de Roemeense Grieks-Katholieke Kerk, 7,5% tot het calvinisme, 3,4% was rooms-katholiek, 3,3% was lutheraans en 1,2% behoorde tot het unitarisme.

### Urbanisatie
In 1930 woonden 33.365 mensen in de steden van Alba. Van dezen waren 58,8% Roemenen, 23,0% Hongaren, 8,2% Duitsers, 6,2% Joden en 1,6% Roma's. Van de mensen in de steden waren 38,3% Roemeens-orthodox, 21,4% Grieks-katholiek, 14,7% Gereformeerd (Calvinistisch), 7,2% Luthers, 6,5% Joods.
Alba · Arad · Argeș · Bacău · Baia · Bălți · Bihor · Botoșani · Brăila · Brașov · Buzău · Cahul · Caliacra · Câmpulung · Caraș · Cernăuți · Cetatea-Albă · Ciuc · Cluj · Constanța · Covurlui · Dâmbovița · Dolj · Dorohoi · Durostor · Făgăraș · Fălciu · Gorj · Hotin · Hunedoara · Ialomița · Iași · Ilfov · Ismail · Lăpușna · Maramureș · Mehedinți · Mureș · Muscel · Năsăud · Neamț · Odorhei · Olt · Orhei · Prahova · Putna · Rădăuți · Râmnicu-Sărat · Roman · Romanați · Sălaj · Satu-Mare · Severin · Sibiu · Someș · Soroca · Storojineț · Suceava · Târnava-Mare · Târnava-Mică · Tecuci · Teleorman · Tighina · Timiș-Torontal · Trei-Scaune · Tulcea · Turda · Tutova · Vâlcea · Vaslui · Vlașca